# Dragon Age: Origins
Dragon Age: Origins conocido popularmente como Dragon Age es un videojuego de rol desarrollado por BioWare y publicado en noviembre de 2009 para Microsoft Windows (PC) y las videoconsolas PlayStation 3 y Xbox 360.
Los desarrolladores han descrito el juego como «sucesor» de la saga Baldur's Gate, aunque no está basado en ningún escenario del juego Dungeons & Dragons, sino en un mundo de fantasía creado por BioWare, que ha sido utilizado en juegos de la misma saga y franquicia.

## Gameplay
Dragon Age: Origins se juega en una perspectiva de tercera persona. El jugador puede personalizar a su héroe eligiendo su cara, peinado, tatuajes, género, raza y clase. Las clases son las típicas de los juegos de rol: el guerrero se basa en la fuerza bruta; el pícaro puede usar diferentes estrategias, como por ejemplo el disparo con arco o el sigilo; el mago lanza hechizos de fuego, hielo, rayo, o invoca curación o protección,  para los otros miembros del grupo. Dependiendo de la raza elegida hay seis diferentes prólogos (historia de origen): elfo del bosque, enano del escorial, elfo de ciudad, Mago del Círculo, humano noble o enano noble. Esta elección afecta a como te tratarán algunos PNJs, por ejemplo, un enano del escorial sufrirá odio y discriminación de los otros enanos. Sin embargo, la historia seguirá la misma trama independientemente de la clase elegida una vez finalice el prólogo.

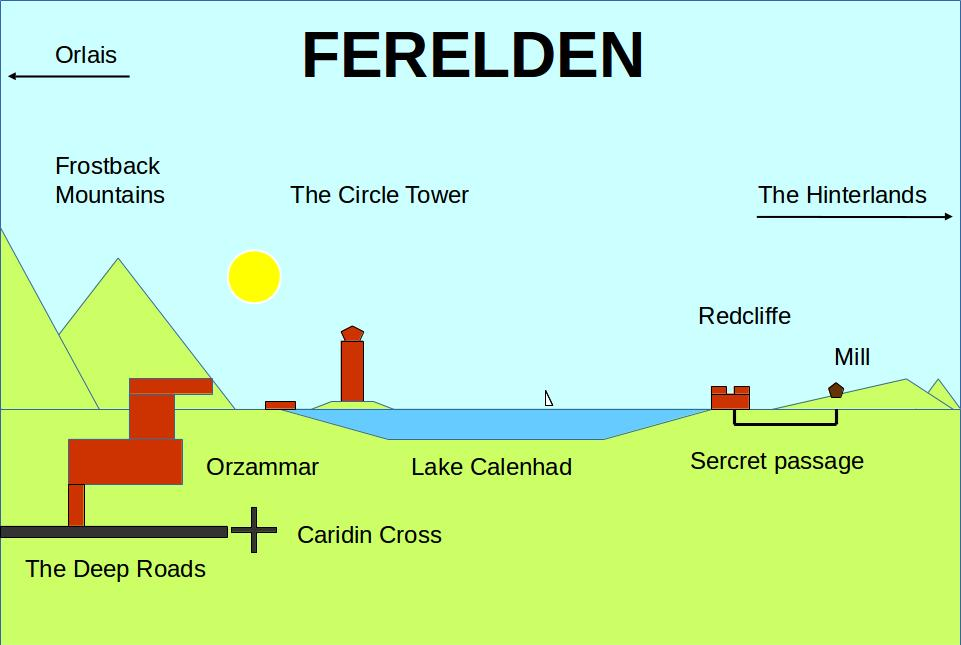
Mapa de Ferelden

La variedad de enemigos incluye, además de los constantes engendros tenebrosos, arañas gigantes, fantasmas, hombres-lobo, bandidos muertos vivientes y demonios. Los compañeros del jugador son normalmente controlados por la inteligencia artificial del juego, pero hay opción para controlarlos directamente saltando de uno en uno. El héroe y sus compañeros usarán las armas con las que se han equipado contra cualquier enemigo que se encuentren en su deambular. Hay ataques especiales que necesitan una recarga del tiempo. Al final de cada lucha la salud y la stamina del grupo se recupera automáticamente. Los compañeros que no están en el grupo activo se quedan en el campamento base, un lugar donde el jugador puede hablar con ellos, hacerles regalos o comprar nuevo equipo al comerciante enano. El jugador puede ir recogiendo y leyendo numerosos textos sobre el mundo de Thedas, su sociedad y su historia.
El jugador gana experiencia grandes dosis de experiencia completando misiones. Cada vez que sube de nivel obtiene tres puntos para gastarlos en atributos (fuerza, destreza, voluntad, magia o constitución). Las habilidades especiales están divididas en cuatro grupos y las especializaciones de clase pueden ser desbloqueadas de diferentes maneras, por ejemplo, solo podrás especializarte en magia de sangre hablando con una diablesa.
Hay numerosos diálogos con los compañeros o con otros PNJs. Mediante la conversación el jugador puede acceder a misiones únicas, aprender más sobre la historia o conseguir ventajas mediante la persuasión o la intimidación. Las elecciones que tomes en un diálogo podrán conducir a la muerte de un personaje o incluso de uno de tus compañeros. Tus compañeros reaccionan a tus decisiones mediante una barra de aprobación, cuanto más llena este la barra más aprecio te tendrán. Si la barra cae o tomas decisiones muy polémicas o sacrílegas alguno de tus compañeros puede dejar el grupo o incluso atacarte. Ahora bien, si la barra está suficientemente alta, tu compañero tendrá bonificaciones de combate y a veces te propondrá una nueva misión. Cuando la barra está muy alta es posible para el jugador iniciar una relación romántica con algunos compañeros como Alister, Morrigan, Leliana o Zevran. Dado que los compañeros tienen caracteres muy fuertes y opuestos, las decisiones que agradan a unos provocan el malestar de otros.

## Argumento
En un principio existía un imperio: el Imperio de Tevinter, cuyos dominios se extendieron por casi todo el mundo de Thedas. El Imperio de Tevinter estaba gobernado por magos ambiciosos y poderosos que practicaban una especie de hechicería prohibida conocida como "magia de sangre", y sus practicantes eran por lo tanto magos de sangre. Un día, un grupo de magos de sangre realizaron un conjuro para así poder viajar e ir a la morada de El Hacedor, conocida como La Ciudad Dorada. Lograron su propósito, pero cuando pisaron los suelos dorados de la morada del Hacedor, la codicia de los magos de sangre hizo que aquel lugar conocido como "El Velo" (el mundo de los sueños y los espíritus) se corrompiese, y los suelos y salones dorados de la morada del Hacedor se volvieron oscuros y a partir de entonces se conoció aquel lugar como la Ciudadela Negra. 
Los magos de sangre causantes de todo eso fueron expulsados y regresaron de inmediato a Thedas, pero cuando retornaron ya no eran humanos, sino algo mucho peor: los primeros engendros tenebrosos. 
Con el paso del tiempo el Imperio de Tevinter entró en el pico de la decadencia y aparecieron nuevos reinos en la tierra de Thedas. Pero a partir de entonces y por culpa de la magia de sangre del imperio, junto con los decadentes dioses del imperio(conocidos como archidemonio) sucedieron unos fenómenos conocidos como Ruinas, invasiones de engendros tenebrosos que allá donde iban lo arrasaban y lo destruían todo a su paso, corrompiendo la tierra que pisaban. Entonces surgieron los guardas grises, una orden de guerreros de todas las razas y clases, tanto hombres como mujeres, nobles y plebeyos, entrenados para combatir a los engendros tenebrosos y matar así al líder de estos: el archidemonio, pues matándolo era la única forma de poner fin a una Ruina. Los guardas grises eran famosos sobre todo por las monturas sobre las que cabalgaban en el combate:los Grifos (además de que dichas criaturas eran el símbolo de la orden) y tenían su sede en la ciudad de Weishauppt.
A lo largo de la historia de Thedas han sucedido un total de cuatro Ruinas, y conforme pasó el tiempo, la orden de los guardias grises fue disminuyendo y pasando por complicaciones y cada vez son menos, incluso se cree que son una leyenda del pasado.
Dentro de Dragon Age: Origins el jugador se conviertes en uno de los últimos guardas grises del reino de Ferelden, y deberá de luchar contra la Ruina que amenaza el reino además de hacer frente a los conflictos políticos provocados por la traición de Loghain en la batalla de Ostagar, entre otras cosas. Debido a la gran derrota sufrida en las ruinas de Ostagar, la horda de engendros tenebrosos avanza por Ferelden y la principal misión es unir a elfos, enanos y magos bajo un mismo estandarte y unir a los fereldenos divididos por los conflictos políticos para luchar contra la Ruina y derrotar al archidemonio.

## Personajes

### Miembros del grupo
- El guarda gris

Es el protagonista, además del personaje jugable el cual se puede seleccionar el tipo de clase que se desee, su sexo, su aspecto y raza, en función de lo cual, tendrá un origen diferente y el juego comenzará de una manera u otra. Sea como sea, acabará siendo guarda gris.Este tendrá que salvar al mundo de la ruina. Aunque en vídeos de tráiler se ve al guarda representado como un humano, varón, guerrero.
- Alistair

El segundo guarda gris que se encuentra en el juego y el primer personaje que se une al grupo. Ha recibido entrenamiento como templario, aunque nunca llegó a ser uno de ellos. Siente un gran respeto y aprecio por su mentor, Duncan, aunque sabe muy poco sobre él. Hijo bastardo de Maric (el anterior rey de Ferelden) y de una sirvienta, fue criado en Risco Rojo por el Arl Eamon, pero la esposa de este, la Arlesa Isolda creía que Alistair era hijo del Arl e insistió en mandarlo a la Capilla, donde recibió su adiestramiento como templario hasta que lo encontró Duncan y se convirtió en guarda gris. La única familia que le queda es una hermanastra que tiene en la ciudad de Denerim, capital del reino. Su carácter es alegre, le gusta hacer chistes fáciles y odia tomar decisiones.
Puedes mantener un romance con él.
- Morrigan

Segundo miembro del grupo y una maga o bruja apóstata. Vivía con su madre, Flemeth, (conocida por ser una poderosa bruja) en medio de los bosques de la Espesura de Korcari, y por ello tiene muy poco contacto con el resto de la sociedad. En cierto momento del juego, Flemeth obliga al protagonista a que Morrigan se una al grupo, como pago por haber salvado su vida tras la derrota de Cailan en Ostagar. Piensa que la supervivencia es lo más esencial en la vida. Es de carácter apático y suele ser pragmática. Se ofende fácilmente si se siente rechazada por no pertenecer al círculo, motivo por el que no tiene nunca una buena relación con Alistair, que usualmente insinúa que es una bruja. Es capaz de convertirse en diferentes animales y de enseñar su arte al protagonista u otros posibles magos del grupo. En respecto al romance ella solo se enamorara si el protagonista es hombre. Si el protagonista es mujer, ella solo expresara amistad y respeto por ella.
- Leliana

Era una bardo en el reino de Orlais, nación que ejerció una tiránica opresión sobre Ferelden que terminó hace muy poco. Decide unirse al grupo por una visión que tuvo mientras estaba en un claustro de sacerdotisas. De carácter bondadoso; proviene de la Capilla, ya que ahí decidió refugiarse cuando se vio involucrada en una conspiración, sin ser parte de ella realmente; y acusada de traición.
En lo que consta al romance Leliana mostrará confianza seas hombre o mujer.
- Shale

Golem que se encuentra en una aldea al sur, buena combatiendo es muy directa hablando llegando a veces a intimidar. Si la reclutas se lleva bien con Sten y se dirige a Morrigan como la bruja del pantano.Cuándo la encuentras ha olvidado la mayor parte de sus recuerdos.
- Sten

Es un guerrero qunnari que acabó encarcelado por asesinar a una familia entera en una granja en el pueblo de Lothering. A diferencia de los personajes anteriores, conseguir que se una al grupo requerirá algo más de esfuerzo, ya que habrá que convencer a sus captores de que lo liberen o usar las habilidades de pícaro. Tiene una visión muy peculiar del mundo, su espada es su bien más sagrado, junto a su honor y dignidad. La ley del más fuerte y la regia disciplina y dureza moral son características de este personaje. Se le puede considerar neutral absoluto.
- Oghren

Un enano de la casta de los guerreros que se une al grupo en Orzammar cuando van a buscar a su mujer, Branka, en los caminos de las profundidades. Le gusta bastante la bebida y es muy hosco y maleducado, constantemente hace comentarios vulgares a las mujeres del grupo. Sólo siente respeto por el guarda gris protagonista si es de género femenino, y a ella se referirá como "jefa".
- Wynne

Maga humana del círculo de magos que se une al grupo para salvar la torre de los hechiceros de Ferelden. Es el miembro más viejo del grupo y el más sabio, por ello acostumbra a dar consejos al guarda gris protagonista, aunque este no tiene por qué seguirlos. Debería haber muerto en cierto momento de la trama del juego, pero fue poseída por un espíritu benigno del Velo. Se puede incluso llegar a invocar a dicho espíritu en combate, mermando las fuerzas y la vitalidad de este personaje con su uso continuado.
- Zevran

Un atractivo elfo asesino de Antiva, cuya intención era matar al guarda gris protagonista por orden de Loghain, aunque fracasa y el guarda tiene la opción de incorporarlo al grupo o acabar con él. Se trata de un personaje a opción de romance tanto para el guarda masculino como para el femenino (es bisexual). Mantiene un carácter bromista y descarado, con una gran confianza en sí mismo y una afición por las insinuaciones sexuales.
- Loghain

Antaño fue un magnífico y respetado guerrero que consiguió echar a los orlesianos de Ferelden. Es el enemigo principal durante casi toda la historia, aunque al derrotarlo en un combate es posible acabar con él o permitir que se una al grupo, haciendo con esto que Alistair abandone el mismo.
- Mabari

Es un sabueso de guerra que se une al grupo si es ayudado a curarse del veneno de los engendros tenebrosos o si eliges ser un noble humano a la hora de crear un personaje. La raza de los perros mabari es utilizada para el combate, dadas las características físicas que poseen, además de un notable intelecto y la capacidad de comprender el lenguaje humano, que es frecuentemente subestimada por los demás miembros.

### Otros personajes
Duncan
Guerrero humano. Reclutador de los Guardas Grises y líder de estos en Ferelden. Según la raza y procedencia del protagonista, variará el momento y la situación de su reclutamiento. En cualquier caso, incluso a la fuerza, conseguirá llevarse con él al protagonista para continuar la historia. Es frío y distante, de carácter recto y disciplinado. Muere en la batalla de Ostagar luchando junto al rey Cailan contra los engendros tenebrosos.
Cailan
Guerrero humano. Rey de Ferelden e hijo de Maric. Idealista y confiado, sobre todo respecto al futuro de la Ruina, además de sentir un gran respeto y fascinación hacia los guardas grises. Es traicionado por Loghain, el padre de su esposa y vigente reina. Muere en Ostagar en manos de los engendros tenebrosos, junto con casi todos los Guardias Grises y la mayor parte de su ejército, lo que será un gran giro en los acontecimientos y la trama del juego.
Loghain
Guerrero humano. Considerado como un héroe en Ferelden por expulsar a los orlesianos en la batalla del río Dane, además de ser amigo del anterior rey, Maric. A pesar de haber criado al rey Cailan como a un hijo, lo traiciona en la batalla de Ostagar contra la horda de los engendros tenebrosos, ya que no está satisfecho con su mandato ni con su forma de actuar respecto a la Ruina que se avecina. Cree estar más capacitado para gobernar y dirigir, tanto la guerra como el reino. Intenta eliminar a los guardas grises supervivientes de diferentes formas, por ejemplo, contratando a Zevran y otros asesinos para matarlos o tildándolos de proscritos y delincuentes.
Arl Eamon
Un noble de Ferelden y persona muy popular en el reino. Es tío del rey Cailan y de Alistair, además de haberlo criado a este como a un hijo. Fue envenenado por orden del Teyrn Loghain y cayó gravemente enfermo, por lo que durante se ausencia sucedieron cosas terribles sobre el feudo que gobierna: Risco Rojo. Pero gracias a las Cenizas de Andraste que el guarda gris protagonista halló, logró curarse y restablecer el orden. Necesitarás de su ayuda para poder vencer a Loghain en la asamblea de los nobles fereldenos ya que tiene un papel muy influyente en dicha reunión.
Arl Howe
Humano, pícaro. Fiel seguidor de Loghain, Arl de Amaranthine y Teyrn de Pináculo. Si como historia principal eliges la de humano noble, el Arl Howe traicionará a toda tu familia y se adueñará de tus tierras.
Anora
Reina regente actual. Viuda de Cailan e hija de Loghain.
Erlina
Una sirviente elfa y doncella de la reina Anora.
Jowan
Mago humano del Círculo de los Hechiceros. Es amigo de la infancia del protagonista del juego si este elige ser mago. Pretende escapar del Círculo de los Hechiceros, rompiendo su filacteria, un frasco de sangre especial, cuyo fin es prevenir que los magos escapen de la torre. En caso de fuga el mago puede ser perseguido por los templarios gracias a esa muestra. Desea que le ayudes a huir para poder consumar su amor con Lily, una aprendiz, y para evitar ser convertido en un "tranquilo" (mago desprovisto de sentimientos). Dependiendo de las opciones elegidas encontraremos en unas u otras circunstancias a Jowan en las mazmorras del Castillo de Risco Rojo, encerrado allí ya que se cree que él es el culpable de que haya una maldición en aquella zona y de que un demonio del deseo poseyese al hijo del Arl Eamon.
Irving
Mago humano. El mago de más alto rango o primer encantador del Círculo de Magia.
Owain
Mago humano. Es un "tranquilo" del Círculo de Magia. Es el encargado de los almacenes del Círculo.
Bhelen
Guerrero enano noble. Aspirante a rey de Orzammar. Descendiente del rey enano Endrin Aeducan, fallecido recientemente. Algunos creen que es un revolucionario salvador, otros, un tirano cuyo anhelo es resquebrajar la cultura y tradición de los enanos.
Harrowmont
Noble enano. Aspirante a nuevo rey de Orzammar, a pesar de no provenir de la línea sucesoria real, sin embargo puede ser coronado como tal si los miembros del Cónclave que gobierna en Orzammar le votan como rey.
Branka
Guerrera enana. Noble, y parangón de su pueblo por su habilidad como herrera. Aparece en Orzammar, más concretamente en los Thaigs de los caminos de las profundidades, en el recorrido contra los engendros tenebrosos en dicha ciudad. Su obsesión por encontrar el famoso Yunque del Vacío perdido la convierte en un personaje déspota. Es la esposa de Oghren.
Genitivi
Hombre de Denerim, es un erudito el cual uno de sus mayores objetivos en la vida es la búsqueda de las sagradas Cenizas de la profetisa Andraste. De hecho, fue secuestrado por los fanáticos de Andraste, una especie de secta que vive en las montañas al oeste de Ferelden y que adoran a un Dragón celestial, el cual consideran que se trata de la reencarnación de la profetisa Andraste.
Zathrian
Líder de un clan de elfos dalishanos del bosque de Brecilia. Tiempo atrás, un grupo de humanos raptaron a su hijo y a su hija, matándolos a ambos. Tal fue el odio en Zathrian que invocó a un temible espíritu lobuno dando así lugar a la maldición de los hombres lobo en el Bosque de Brecilia. Sin embargo, queriendo dirigir la maldición contra los humanos, afectó a su propio pueblo durante años, pero por culpa del gran rencor que tenía Zathrian, este se negó a retirar la maldición dejando así que su propio pueblo sufriera.
Espíritu del bosque
Es una especie de dríade, invocada por Zathrian cuando descargó su ira contra los humanos que mataron a sus hijos. Llamada también como La Dama del Bosque, es la líder de los hombres lobo del bosque de Brecilia, ya que ella les devolvió su conciencia y racionamiento humanos. Puede transformarse en el lobo conocido como Colmillo Fulminate, causante de la maldición de los hombres lobo. Sin embargo, ya que Zathrian fue quien la invocó, la vida de ambos está vinculada y si uno de los dos muere el otro también.
Flemeth
Madre de Morrigan, es la famosa Bruja de la Espesura de Korcari. Tiene la capacidad de cambiar de forma y, a pesar de no ser nada más que una anciana (o eso aparenta); es muy poderosa.

## Orígenes
Es lo que da significado a la segunda parte del título del videojuego. Los orígenes de Dragon Age son pequeñas y a la vez grandes, por su duración que puede oscilar entre una hora y media, que narran como era la vida del personaje antes de convertirse en guarda gris. Podemos elegir el origen dependiendo de la raza y clase del personaje que creemos, aunque el mago no tiene elección alguna.
Aunque el argumento del videojuego posea la misma estructura, muchos hechos y actitudes de diversos personajes variarán dependiendo del Origen que hayas escogido, además de las diversas decisiones que puedes tomar a lo largo del juego proporcionará diversos finales.

## El mundo de Thedas

### El Hacedor y la Capilla
Dentro del universo de fantasía de Dragon Age existen diversas religiones. La principal de ellas es "la Capilla" (el equivalente al Cristianismo del mundo real). Fundada por la profetisa Andraste, la cual es considerada como la esposa del Hacedor; esta religión es seguida por casi todos los pueblos humanos de Thedas. Tienen un único dios: el Hacedor, que según las creencias de la capilla es único y todopoderoso y creó el mundo a partir del verbo. Sin embargo se cree que se ha alejado de su creación debido a las imperfecciones y los pecados de la gente (un ejemplo de ello fue la osadía de los magos de sangre de Tevinter por irrumpir en su morada en el reino de los espíritus).

### Los Elfos Dalishanos
Los elfos son una de las muchas razas que pueblan el mundo de Thedas. En un principio eran inmortales y vivían en comunión con la naturaleza y el mundo en su patria: Arlathan, donde adoraban a sus dioses. Esa paz terminó cuando los elfos se encontraron por primera vez con los humanos: los magos del imperio de Tevinter. En un principio hubo paz y amistad entre ambas razas, pero la mortalidad de los humanos contagiaba a los inmortales elfos, por lo que estos decidieron huir y alejarse de ellos. Pero el Imperio de Tevinter vio esto como un acto de hostilidad y comenzaron una invasión contra ellos y conquistaron Arlathan. Acto seguido esclavizaron a los elfos, perdiendo estos definitivamente su inmortalidad y su avanzada cultura. 
Más tarde, con la Exaltada Marcha emprendida por la profetisa Andraste contra el Imperio de Tevinter, los elfos se unieron a ella logrando así librarse de la esclavitud. Una vez hubieron ganado regresaron a su patria y la reconstruyeron y retornaron al culto de los dioses élficos. Sin embargo, la Capilla no aprobaba la creencia y religión de los elfos ajena al Hacedor, por lo que emprendieron una Marcha Exaltada que acabó de una vez por todas con la nación élfica de Arlathan. A partir de entonces los elfos fueron un pueblo dividido: aquellos que vivían en la miseria en las ciudades humanas bajo la tiranía de estos fueron conocidos como "Elfos Urbanos", mientras que aquellos que querían reconstruir su patria y cultura perdida y retornaron al culto de los dioses élficos se internaron en lo más profundo de los bosques lejos de los humanos y se hicieron llamar "Elfos dalishanos".
Los elfos dalishianos están agrupados en diferentes clanes nómadas. Su principal objetivo es recuperar su cultura, sabiduría e inmortalidad perdidas después de siglos de opresión por parte de los humanos. Sobre todo evitan el contacto con estos. Los guerreros y cazadores dalishanos suelen tatuarse la piel con diversos símbolos, muestra de querer recuperar su antigua cultura. Están en constante enfrentamiento y conflictividad con los humanos. 

### La sociedad enana y los paragones
Los enanos son otra de las razas de Thedas. Carecen de religión formal, sin embargo adoran a los paragones, miembros de la sociedad enana que aportaron algo significativo a su cultura, un ejemplo es el paragón Caridin, inventor de los Gólems.
Los enanos habitan bajo el suelo, en los denominados caminos de las profundidades, donde levantaron un vasto y poderoso imperio dividido en Thaigs (las ciudades en las que habita esta raza). Sin embargo, entra cada Ruina los engendros tenebrosos huyen o se retiran a los caminos de las profundidades, donde vuelven a reclutar un ejército mientras buscan a un nuevo Archidemonio que los lidere. Al mismo tiempo atacaban y masacraban a los enanos, por lo tanto sus esplendorosas ciudades y thaigs fueron invadidas por los engendros tenebrosos o abandonadas definitivamente por la misma causa. Al final los enanos solo poseen dos grandes ciudades: Orzammar (al oeste de Ferelden) y Kal´Sharoth.
La sociedad enana está dividida en diversas castas: la casta de los herreros, los mineros, los guerreros, los plebeyos, los nobles y los marginales. Un enano que nazca en cualquiera de estas castas no puedo salir de esta ni cambiarse a otra. También existe la denominada casta de la superficie que engloba a todos los enanos que viven en la superficie, fuera de los thaigs y las ciudades enanas bajo el suelo.
Los enanos son incapaces de usar la magia debido a la gran resistencia que poseen a esta. 

### Lista de contenido extra
| Contenido extra                  | Tamaño  |
| -------------------------------- | ------- |
| El Despertar                     | 2,16 GB |
| El Prisionero de Piedra          | 272 MB  |
| Castillo de los Guardias         | 170 MB  |
| El Retorno a Ostagar             | 138 MB  |
| Crónica de los Engendros         | 363 MB  |
| La canción de Leliana            | 542 MB  |
| Los Golems de Amgarrak           | 744 MB  |
| Caza de Brujas                   | 760 MB  |
| La Armadura Sangrienta de Dragón | 6,77 MB |
| Edición Coleccionista 3 Objetos  | 33.2 KB |
| El Juramento Vil                 | 54.1 KB |
| Anillo de Memoria                | 41.9 KB |
| Amuleto de Lobo Salvaje          | 33.9 KB |
| Sortija de Fuego                 | 25.7 KB |
| Cinturón de Maestre del Gremio   | 25.5 KB |
| Piedra de la Suerte              | 35.4 KB |
| Anillo de Compromiso Dalishiano  | 24.3 KB |
| El Pincho                        | 36.2 KB |
| Multibolsillos de Embri          | 58.1 KB |
| Yelmo de las Profundidades       | 56.4 KB |
| La Pata del León                 | 38 KB   |
| Marca de la Vigilancia           | 58.8 KB |
| Amuleto del Mago de Combate      | 57 KB   |
| Baluarte del Rey verdadero       | 1.28 MB |
| Perla del Elegido                | 112 KB  |
| Poder de Golem                   | 196 KB  |
| Regalos festivos                 | 4.8 MB  |
| Bromas festivas                  | 2.8 MB  |
| Sangraruína                      | 123 KB  |
| Provocación                      | 106 KB  |
| El Arco de Bregan                | 712 KB  |

## Material adicional
Como introducción a la historia y el escenario de Dragon Age, se ha publicado la novela Dragon Age: The Stolen Throne, escrita por David Gaider (guionista principal del propio juego). Se ha anunciado la próxima publicación de una segunda novela y de un juego de rol de mesa.

## Recepción

### Valoración de la crítica
Fue valorado como el mejor RPG del año 2009, obteniendo notas muy altas en revistas especializadas, como Meristation o Hobby Consolas.

### Reconocimientos
En 2012 la revista Forbes incluyó a la banda sonora de Dragon Age: Origins en la lista de los doce mejores soundtracks de videojuegos de todos los tiempos.

## Secuelas
- El 8 de marzo de 2011 fue publicada su secuela, Dragon Age II.
- En noviembre de 2014 una nueva secuela fue lanzada, Dragon Age: Inquisition.
- En octubre de 2024 fue lanzado Dragon Age: The Veilguard.